# Route nationale 542a
La route nationale 542A ou RN 542A était une route nationale française reliant Gap à la RN 542 (puis à la RN 100B) sur la commune de Remollon par le col de la Sentinelle.  

## Historique
La RN 542A a été créée le 1er janvier 1931 par transformation du GC 10 des Hautes-Alpes. En 1961, avec la mise en eau du barrage de Serre-Ponçon, le réseau routier régional a été modifié. La RN 542 qui suivait la Durance a été redirigée vers Montgardin en suivant la vallée de l'Avance alors que son ancien tracé était attribué à la RN 100B qui a vu son parcours complètement modifié. À partir de 1961, la RN 542A n'a plus été réellement un embranchement de la RN 542 puisque les deux routes se croisaient et avaient même un tronc commun de quelques hectomètres entre Les Tancs et Valserres, à la hauteur du pont sur l'Avance. Cette section a été déclassée le 1er avril 1973 en RD 942. Tout le reste de l'itinéraire a été déclassé en RD 942A à la même date. À partir du moment où la RN 100B a été redirigée sur Gap par un itinéraire bien plus roulant suivant la vallée de la Luye, la RN 542A n'a plus gardé que le trafic local de la desserte des communes et des hameaux desservis. La RN 542A est interdite aux poids lourds de plus de quinze tonnes sur la quasi-totalité de son parcours.

## Ancien tracé de Gap à Remollon
La RN 542A quitte Gap par la rue de Valserres et commence immédiatement à s'élever. Elle franchit la crète de la colline de Saint-Mens au Collet puis traverse le Riotord près de Lareton. Elle passe près du lycée agricole puis passe le col de la Sentinelle séparant les vallées des torrents du Partiment et de Restruc. Après Jarjayes, une descente tout aussi sinueuse que la montée l'ayant précédée lui permet de rejoindre la RN 542 aux Tancs. Les deux routes sont alors en tronc commun pour quelques hectomètres puis, juste après le pont sur le torrent du Merdarel, la RN 542A prend brusquement à droite pour franchir l'Avance, s'élève de nouveau en traversant Valserres puis redescend dans la vallée de la Durance. Elle rejoint la RN 100B au lieu-dit Le Partiment peu après avoir franchi le torrent de Trébodon.

### De Gap à Remollon (D 942A)
| Localité ou lieu-dit           | PK      | Nom actuel |
| Gap                            | (km 0)  | D 942A     |
| Le Collet, commune de Gap      |         |            |
| Les Emeyères, commune de Gap   | (km 4)  |            |
| Col de la Sentinelle (981 m)   |         |            |
| Jarjayes                       | (km 9)  |            |
| Les Tancs, commune de Jarjayes |         | D 942      |
| Valserres                      | (km 15) | D 942A     |
| RN 100B près de Remollon       | (km 17) | D 942A     |

## Place dans le réseau
La RN 542A avait une place marginale dans le réseau des routes nationales d'avant les années 1970. Du fait de son parcours très court, elle ne croisait que trois autres routes nationales :
- la RN 85 à Gap (les RN 94 et 100B passant cependant à proximité) ;
- la RN 542 aux Tancs ;
- la RN 100B près de Remollon.

## Tourisme
La RN 542A était un itinéraire peu roulant mais très pittoresque. Elle offrait de beaux points de vue, en particulier en direction de l'ouest. La route traverse une région très peu peuplée.